# Thierry Fidjeu
Thierry Fidjeu (Douala, 13 de outubro de 1982) é um futebolista profissional guineense que atua como atacante.

## Carreira
Thierry Fidjeu representou o elenco da Seleção Guinéu-Equatoriana de Futebol no Campeonato Africano das Nações de 2012.